# Faro de Cabo Blanco (Marruecos)
El faro de Cabo Blanco es un faro situado en Cabo Blanco, en la ciudad de El-Yadida, región de Casablanca-Settat, Marruecos. Está gestionado por la autoridad portuaria y marítima del Ministère de l'équipement, du transport, de la logistique et de l'eau.

## Características
Se trata de un faro compuesto por una torre cuadrada blanca.